# Viaduct van Anseremme
Het viaduct van Anseremme is een spoorbrug over de Maas in Anseremme, een deelgemeente van het Belgische Dinant. Het viaduct dwarst de Maas ter hoogte van de sluis, net stroomopwaarts de samenvloeiing met de Lesse. Het viaduct is een vakwerkbrug op betonnen pijlers en werd gemaakt uit staal en vastgeklonken met bouten (op dezelfde manier als de Eiffeltoren werd gebouwd).
Het enkelsporige viaduct werd gebouwd in 1896, bij de aanleg van de spoorlijn 166 (Dinant-Bertrix). In de jaren 1940 werd aan de Ateliers Roger Poncin uit Ocquier opdracht gegeven het viaduct te herbouwen.
Het viaduct bestaat uit vier overspanningen, waarvan één vaste overspanning in staal over de N95 en drie overspanningen in vakwerkstijl over de Maas, waarbij de laatste overspanning ook over de N96 gaat. Op de linkeroever van de Maas ligt in het verlengde nog een viaduct over de voormalige spoorlijn 154 en een lokale weg.
Op de rechteroever net voorbij het viaduct ligt het station Anseremme. Zowel het viaduct als het station hebben een bovenleiding van 3 kV. Voorbij het station ligt de spanningssluis naar 25 kV.

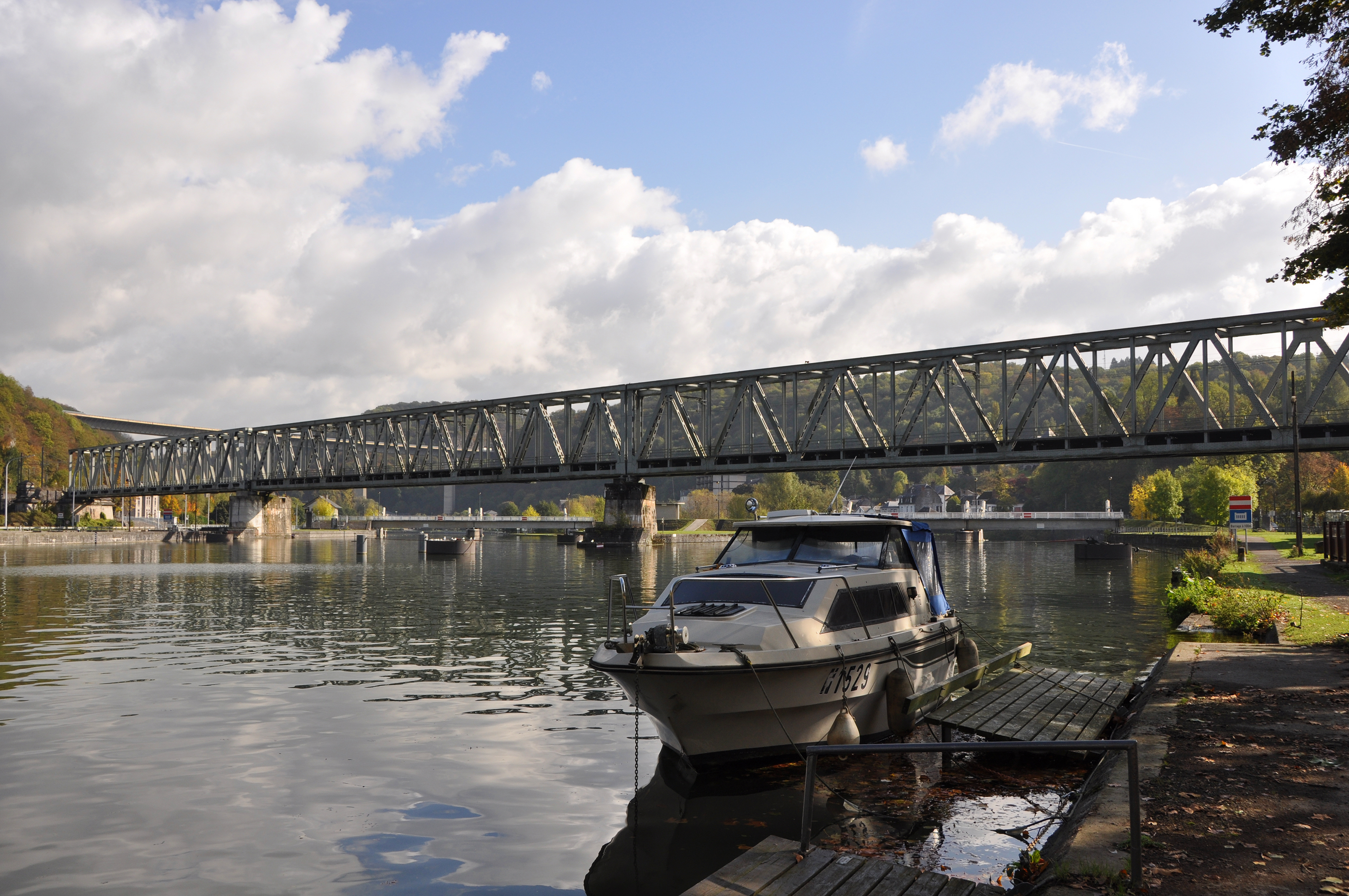
De brug gezien van uit het zuiden
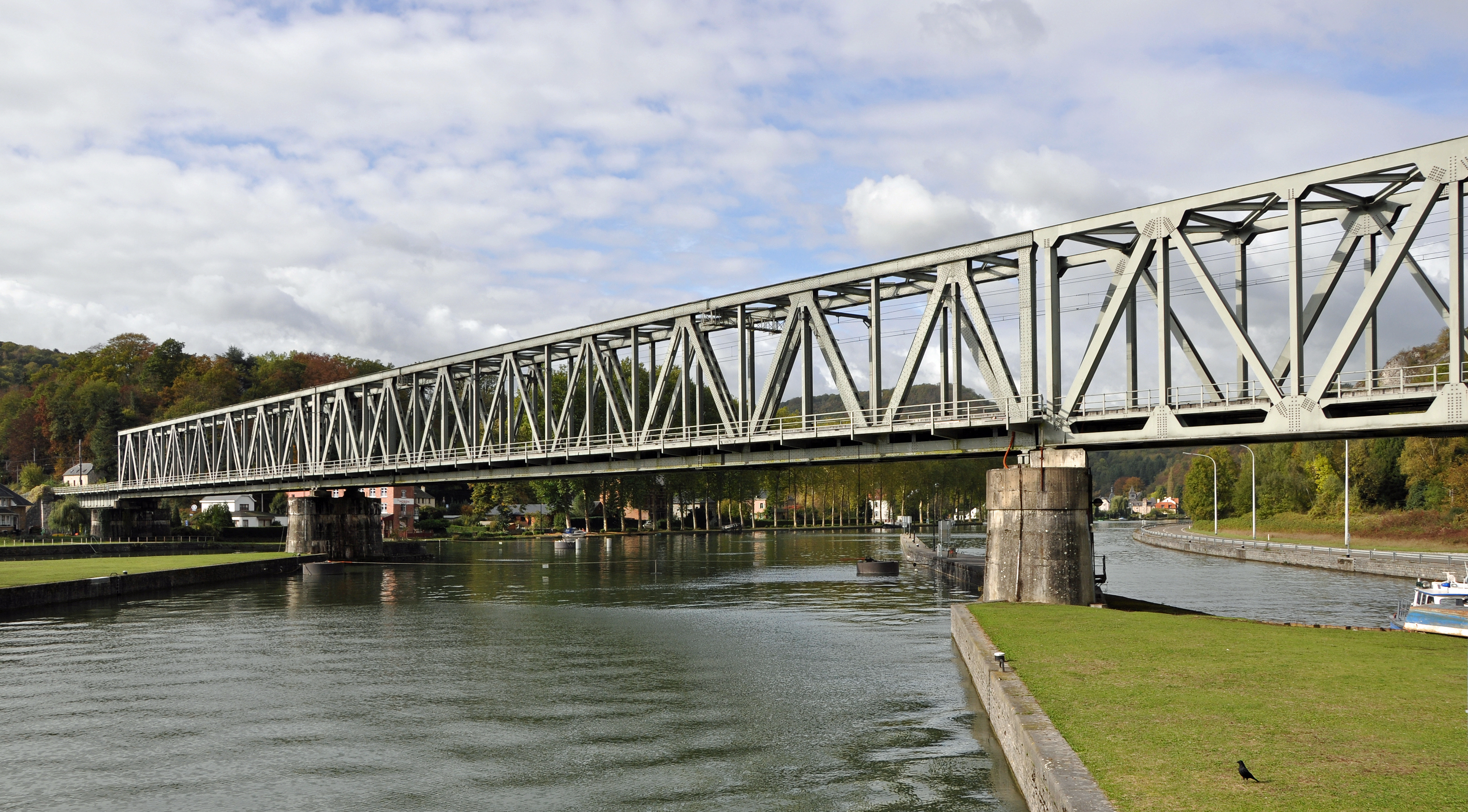
De brug gezien van uit het noorden